# Park Narodowy Wulkanów
Park Narodowy Wulkanów (fr. Parc National des Volcans, ang. Volcanoes National Park) – park narodowy w północnej Rwandzie przy granicy z Demokratyczną Republiką Konga. Obszar chroniony o powierzchni 130 km² obejmuje pięć z ośmiu stożków wulkanicznych pasma górskiego Wirunga, tj. wulkany Bisoke, Karisimbi, Muhabura, Gahinga i Sabyinyo. Jest to też jeden z ostatnich obszarów, gdzie można spotkać zagrożone wyginięciem goryle górskie.

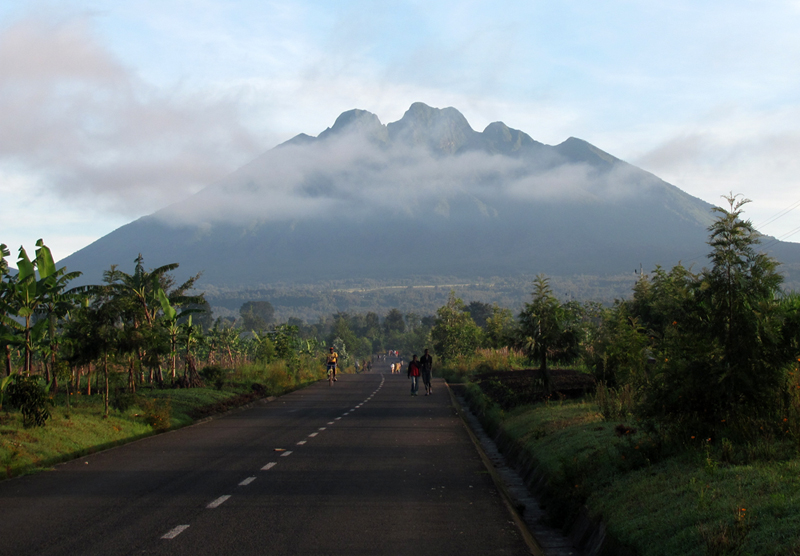
Wulkan Sabyinyo od strony południowej

Park założono w 1925 roku, a w 1983 roku został on uznany za rezerwat biosfery UNESCO.